# Imperatore tedesco
Imperatore tedesco o Imperatore germanico, in tedesco Deutscher Kaiser, era il titolo ufficiale del capo di Stato e sovrano ereditario dell'Impero tedesco. Un termine scelto accuratamente, venne usato dalla proclamazione del re di Prussia e presidente della Confederazione Tedesca del Nord Guglielmo I a Kaiser, il 18 gennaio 1871, all'abdicazione ufficiale di Guglielmo II, il 28 novembre 1918.
Anche l'imperatore del Sacro Romano Impero è chiamato in alcuni contesti Imperatore tedesco (o germanico), anche se in modo inappropriato: il titolo legale imperiale fino al 1806 fu "Romanorum Imperator semper Augustus".
In seguito alla rivoluzione del 1918 le funzioni di capo di Stato della Germania furono assunte dal Reichspräsident (presidente del Reich), il cui primo titolare fu Friedrich Ebert.

## Creazione

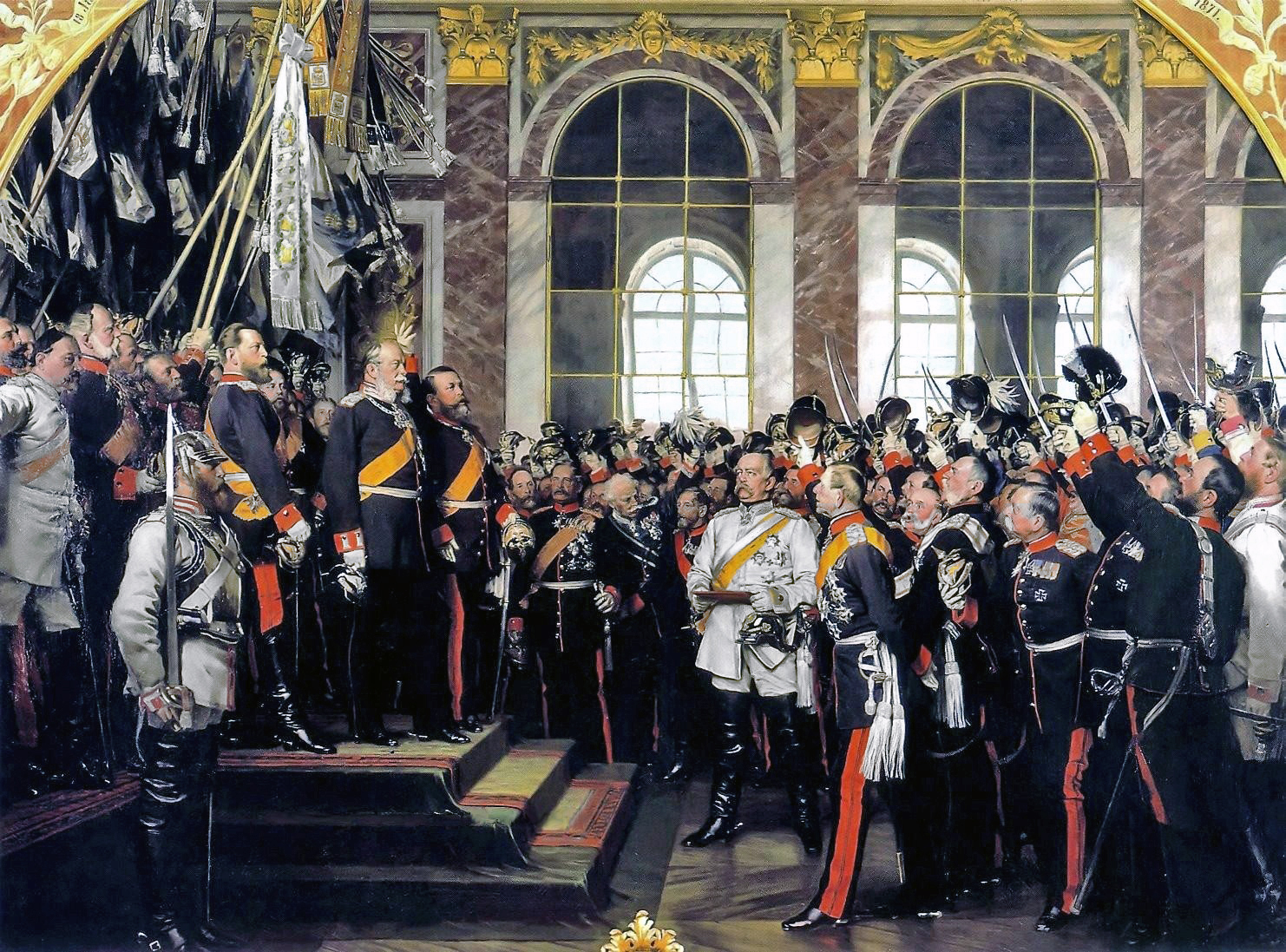
La proclamazione di Guglielmo I a Imperatore tedesco nella Galleria degli Specchi della reggia di Versailles

Il titolo di Imperatore tedesco venne attentamente scelto dal Ministro presidente della Prussia e Cancelliere della Confederazione Tedesca del Nord Otto von Bismarck in seguito a una discussione che perdurò sino alla proclamazione di Guglielmo I alla Reggia di Versailles durante la guerra franco-prussiana. Guglielmo I accettò questo titolo con riluttanza, dato che avrebbe preferito Imperatore di Germania (in tedesco Kaiser von Deutschland); questo sarebbe stato inaccettabile per i monarchi federati e avrebbe anche costituito una rivendicazione verso terre esterne al suo impero (Austria, Svizzera, Lussemburgo, etc.). Imperatore dei tedeschi (in tedesco Kaiser der Deutschen), titolo proposto a Federico Guglielmo IV dal Parlamento di Francoforte nel 1849, venne scartato da Guglielmo I poiché egli si considerava un re per diritto divino scelto da Dio, non dal popolo.
Con la sua proclamazione la Confederazione Tedesca del Nord (Norddeutscher Bund) divenne l'Impero Tedesco (Deutsches Reich). Esso era una monarchia federale, in cui l'imperatore era il capo di Stato e presidente dei monarchi federati (i re di Baviera, Württemberg e Sassonia, i granduchi di Baden, Meclemburgo-Schwerin e Assia, e altri principi, duchi e le tre città libere di Amburgo, Lubecca e Brema).
Sotto la costituzione imperiale, la Germania era una confederazione di Stati sotto la presidenza permanente della Prussia. Il re di Prussia era chiamato nella costituzione Presidente della Confederazione. Di conseguenza la corona imperiale era legata direttamente alla corona prussiana, cosa che Guglielmo II avrebbe scoperto alla fine della prima guerra mondiale. Egli credette erroneamente di governare l'impero in unione personale con la Prussia. Al termine della guerra, pur rinunciando al titolo imperiale, sperò inizialmente di poter almeno conservare la corona di Prussia.

## Titolatura completa
Gli Imperatori tedeschi avevano una estesa serie di titoli e rivendicazioni che riflettevano l'estensione geografica e la diversità dei territori governati dal Casato di Hohenzollern.

### Guglielmo I
Sua Maestà Imperiale e Reale Guglielmo I, per grazia di Dio, Imperatore tedesco e Re di Prussia, margravio di Brandeburgo, burgravio di Norimberga, conte di Hohenzollern; sovrano e supremo duca di Slesia e della Contea di Glatz, granduca del Basso Reno e di Posen; duca di Sassonia, di Vestfalia, di Angria, di Pomerania, Lunenburg, Holstein e Schleswig, di Magdeburgo, di Brema, di Gheldria, di Kleve, Jülich e Berg, duca dei Venedi e dei Casciubi, di Crossen, Lauenburg e Meclemburgo; langravio d'Assia e Turingia; margravio dell'Alta e Bassa Lusazia, principe d'Orange; principe di Rugia, della Frisia Orientale, di Paderborn e Pyrmont, di Halberstadt, Münster, Minden, Osnabrück, Hildesheim, di Verden, Cammin, Fulda, Nassau e Moers, conte principesco di Henneberg, conte di Mark, di Ravensberg, di Hohenstein, Tecklenburg e Lingen, di Mansfeld, Sigmaringen e Veringen, signore di Francoforte.

### Federico III
Sua Maestà Imperiale e Reale Federico III, per grazia di Dio, Imperatore tedesco e Re di Prussia, margravio di Brandeburgo, burgravio di Norimberga, conte di Hohenzollern; duca di Slesia e della Contea di Glatz, granduca del Basso Reno e di Posen, duca di Sassonia, di Angria, di Vestfalia, Pomerania, Lunenburg, duca dell'Holstein, dello Schleswig e di Crossen, duca di Magdeburgo, di Brema e di Jülich, Kleve e Berg, duca dei Venedi e dei Casciubi, di Lauenburg e Meclemburgo, langravio d'Assia e Turingia, margravio dell'Alta e Bassa Lusazia, principe d'Orange, di Rugia, della Frisia Orientale, di Paderborn e di Pyrmont, principe di Halberstadt, Münster, Minden, Osnabrück, Hildesheim, di Verden, Cammin, Fulda, Nassau e Moers, conte principesco di Henneberg, conte di Mark, di Ravensberg, di Hohenstein, Tecklenburg e Lingen, di Mansfeld, Sigmaringen e Veringen, signore di Francoforte.

### Guglielmo II
Sua Maestà Imperiale e Reale Guglielmo II, per grazia di Dio, Imperatore tedesco e Re di Prussia, margravio di Brandeburgo, burgravio di Norimberga, conte di Hohenzollern; duca di Slesia e della Contea di Glatz, granduca del Basso Reno e di Posen, duca di Sassonia, di Angria, di Vestfalia, Pomerania, Lunenburg, duca dell'Holstein, dello Schleswig e di Crossen, duca di Magdeburgo, di Brema e di Jülich, Kleve e Berg, duca dei Venedi e dei Casciubi, di Lauenburg e Meclemburgo, langravio d'Assia e Turingia, margravio dell'Alta e Bassa Lusazia, principe d'Orange, di Rugia, della Frisia Orientale, di Paderborn e di Pyrmont, principe di Halberstadt, Münster, Minden, Osnabrück, Hildesheim, di Verden, Cammin, Fulda, Nassau e Moers, conte principesco di Henneberg, conte di Mark, di Ravensberg, di Hohenstein, Tecklenburg e Lingen, di Mansfeld, Sigmaringen e Veringen, signore di Francoforte.

## Imperatori tedeschi (1871-1918)

### Hohenzollern
| Nome         | Ritratto | Data di nascita | Regno           | Regno                         | Matrimoni                                                                             | Note                                                                                | Nº |
| Nome         | Ritratto | Data di nascita | Inizio          | Fine                          | Matrimoni                                                                             | Note                                                                                | Nº |
| ------------ | -------- | --------------- | --------------- | ----------------------------- | ------------------------------------------------------------------------------------- | ----------------------------------------------------------------------------------- | -- |
| Guglielmo I  |          | 22 marzo 1797   | 18 gennaio 1871 | 9 marzo 1888                  | Augusta di Sassonia-Weimar-Eisenach un figlio e una figlia                            | re di Prussia                                                                       | 1  |
| Federico III |          | 18 ottobre 1831 | 9 marzo 1888    | 15 giugno 1888                | Vittoria di Gran Bretagna quattro figli e quattro figlie                              | figlio di Guglielmo I; re di Prussia                                                | 2  |
| Guglielmo II |          | 27 gennaio 1859 | 15 giugno 1888  | 9/28 novembre 1918 (abdicato) | Augusta Vittoria di Schleswig-Holstein-Sonderburg-Augustenburg sei figli e una figlia | nipote di Guglielmo I; figlio di Federico III; re di Prussia; morì il 4 giugno 1941 | 3  |

## Imperatrici consorti
Siccome la successione al trono imperiale tedesco seguiva la legge salica, ci furono solamente imperatrici consorti e nessuna imperatrice regnante.
| Nome                                   | Immagine | Padre                                                                                  | Nascita           | Matrimonio       | Divenne Imperatrice | Cessò di essere Imperatrice                | Morte          | Consorte     |
| -------------------------------------- | -------- | -------------------------------------------------------------------------------------- | ----------------- | ---------------- | ------------------- | ------------------------------------------ | -------------- | ------------ |
| Augusta di Sassonia-Weimar             |          | Carlo Federico, granduca di Sassonia-Weimar-Eisenach (Sassonia-Weimar-Eisenach)        | 30 settembre 1811 | 11 giugno 1829   | 18 gennaio 1871     | 9 marzo 1888                               | 7 gennaio 1890 | Guglielmo I  |
| Vittoria di Gran Bretagna              |          | Alberto, principe consorte del Regno Unito (Sassonia-Coburgo-Gotha)                    | 21 novembre 1840  | 25 gennaio 1858  | 9 marzo 1888        | 15 giugno 1888                             | 5 agosto 1901  | Federico III |
| Augusta Vittoria di Schleswig-Holstein |          | Federico VIII, duca di Schleswig-Holstein (Schleswig-Holstein-Sonderburg-Augustenburg) | 22 ottobre 1858   | 27 febbraio 1881 | 15 giugno 1888      | 9 novembre 1918 (dissoluzione dell'impero) | 11 aprile 1921 | Guglielmo II |